# Nguyễn Phúc Cảnh
Nguyễn Phúc Cảnh (阮福景, 6 avril 1780 - 20 mars 1801), alias Prince Canh, est un prince héritier de la dynastie Nguyễn, Annam (par la suite Viêt Nam). C'est le fils de Empereur Gia Long. Il est mort de variole en 1801. Pourtant, les missionnaires affirmaient qu'il avait été empoisonné.
L'écrivain Christophe Bataille, imagine, dans son roman Annam, la visite du petit Canh à la cour du roi Louis XVI.